# یواس‌اس کانکورر (ای‌ام‌سی-۷۰)
یواس‌اس کانکورر (ای‌ام‌سی-۷۰) (به انگلیسی: USS Conqueror (AMc-70)) یک کشتی است که طول آن ۹۷ فوت ۱ اینچ (۲۹٫۵۹ متر) می‌باشد.